# یاکوشیجی موتوایچی
یاکوشیجی موتوایچی (به ژاپنی: 薬師寺 元一 Yakushiji Motoichi); ۱ ژانویهٔ ۱۴۷۵ – ۱ ژانویهٔ ۱۵۰۴) سامورایی در دوره سنگوکو اهل ژاپن بود. وی به خاندان هوسوکاوا خدمت می‌کرد و ملازم هوسوکاوا ماساموتو در ولایت ستسو بود. در پاییز سال ۱۵۰۴ بر ضد ارباب خود ماساموتو شورش کرد و به طرف کیوتو پیشروی کرد. پس از هفت روز قلعه یودو توسط ماساموتو تسخیر شد و او پس از شکست شورش هاراکیری کرد.